# Catherine Jarrige
Catherine Jarrige (4 de outubro de 1754 - 4 de julho de 1836) - conhecida como "Catinon Menette" em seu dialeto local - era católica romana francesa e professa membro da Ordem Terceira de São Domingos. Jarrige passou a infância em sua fazenda em Cantal, até que a morte de sua mãe a levou a começar a fazer renda em Mauriac. Ela se tornou uma dominicana terciária em Mauriac e começou a cuidar das necessidades dos pobres. A Revolução Francesa não impediu suas obras de caridade, mas, ao cuidar dos pobres e necessitados, acrescentou a proteção dos padres que se recusavam a jurar fidelidade ao novo regime. Ela perdeu apenas um padre em seus esforços secretos para proteger os padres e fornecer sacramentos aos católicos leais. Esse padre era François Filiol. Jarrige o acompanhou até a forca para firmá-lo.
A beatificação de Jarrige foi celebrada em 24 de novembro de 1996 na Praça de São Pedro. A Ordem dos Pregadores (Dominicanos) celebra seu dia de festa em 4 de julho.

## Vida
Catherine Jarrige nasceu em 4 de outubro de 1754, filha dos camponeses pobres Pierre Jarrige e Maria Célarier em Doumis, como a última de sete filhos; um irmão era sua irmã Toinette. Sua mãe morreu em 1767. A menina gostava de fazer piadas com as amigas, mas sempre se desculpava com elas.
Jarrige trabalhava no campo com seus pais e irmãos e em 1763 foi enviada para trabalhar como serva de um vizinho. Lá foi dito que ela viveu uma vida agradável e até travessa. Foi nessa mesma época, em 1763, que ela fez sua primeira comunhão, que ela considerou um acontecimento crucial na vida. Em 1774 ela foi para Mauriac com sua irmã Toinette para estabelecer-se como uma rendeira. Imitando sua padroeira, Catarina de Siena, tornou-se membro professo da Ordem Terceira de São Domingos em 1776. Jarrige gostava de dançar Bourrée, mas ela renunciava e falava disso enquanto ela estava ajudando os pobres. O casamento de sua irmã a viu sendo a primeira na pista de dança fazendo esta dança, embora na manhã seguinte prometendo nunca mais fazê-la - e ela nunca o fez.
Jarrige passou toda a sua vida provendo as necessidades espirituais e materiais dos pobres e ela requisitou esmolas para eles e inspirou os mais reticentes a despertarem suas consciências. Mas ela também se dedicava às pessoas mais humildes e pobres e cuidava delas, fornecendo-lhes comida e roupas, ao mesmo tempo que lhes dava conforto, prestando atenção às suas circunstâncias.
A Revolução Francesa marcou um período de sentimento anti-religioso e uma onda de fervor nacionalista que começou a preocupá-la em 1791. Jarrige ajudou os padres que se recusaram a fazer um juramento de fidelidade ao novo regime e os escondeu para que os padres pudessem celebrar a Missa e ajudou a ajudá-los em seu trabalho, arriscando sua vida várias vezes. Jarrige também adquiriu vestimentas para eles em segredo, bem como vinho e hóstias para celebrar a Missa e conseguiu salvar todos os padres, exceto um: François Filiol. Jarrige acompanhou o padre à forca para consolo em 1793 e, após sua execução, pegou um pouco de seu sangue e espalhou-o no rosto de uma criança cega que foi curada. O carrasco percebeu e começou a perder a compostura: “Estou perdido Estou perdido. Eu matei um santo! ". Jarrige também foi presa várias vezes por suas ações em 1794, mas as autoridades a libertaram todas as vezes temendo tumultos, já que ela era uma figura popular.
Uma história divertida diz que ela disfarçou um padre de camponês para tirá-lo da área e o encharcou com vinho para criar a ilusão de que ele estava bêbado e também pediu-lhe que andasse como se estivesse. Jarrige também pediu que fosse ela quem falasse se um soldado se aproximasse deles, o que aconteceu embora ela se desviasse de seu plano e começasse a repreender o padre como se ele fosse seu marido. O soldado aproximou-se deles e disse ao padre disfarçado: "Cidadão se eu tivesse uma mulher assim afogaria-a no rio mais próximo" e o padre respondeu: "Cidadão eu também!"
Jarrige morreu em 1836.

## Beatificação
O processo de beatificação começou em 12 de junho de 1929 sob o Papa Pio XI e Jarrige recebeu o título de Serva de Deus, enquanto a confirmação de sua vida de virtude heroica em 16 de janeiro de 1953 permitiu que o Papa Pio XII a intitulasse Venerável. O Papa João Paulo II beatificou Jarrige na Praça de São Pedro em 24 de novembro de 1996, depois de confirmar um milagre atribuído a ela.
O atual postulador desta causa é o padre dominicano Vito Tomás Gómez García.

## Detalhes bibliográficos
- Bienheureuse Catherine Jarrige: une amie pour marcher vers le Christ, Catinon Menette 1754-1836 - Philippe Dupuy - Éditions du Signe - 1997
- Osservatore Romano : 1996 n.45 p.7 / n.48 p.2-3 / n.49 p.9 a 10
- Documentation Catholique: 1997 n.1 p.1-2